# Зірочки лучні
Зірочки лучні (Gagea pratensis) — вид трав'янистих рослин родини лілійні (Liliaceae), поширений в Європі, Марокко й Пн.-Зх. Туреччині.

## Опис
Багаторічна трав'яниста рослина 10–20 см заввишки. Листочки оцвітини 15–20 мм довжиною; суцвіття зонтикоподібне, з (1) 3–5 квіток. Прикореневий листок 3–5 мм шириною.

## Поширення
Поширений в Європі, Марокко й Пн.-Зх. Туреччині.
В Україні вид зростає на трав'янистих місцях, сухих луках, у чагарниках — на Заході (Прикарпаття), зрідка.

## Галерея

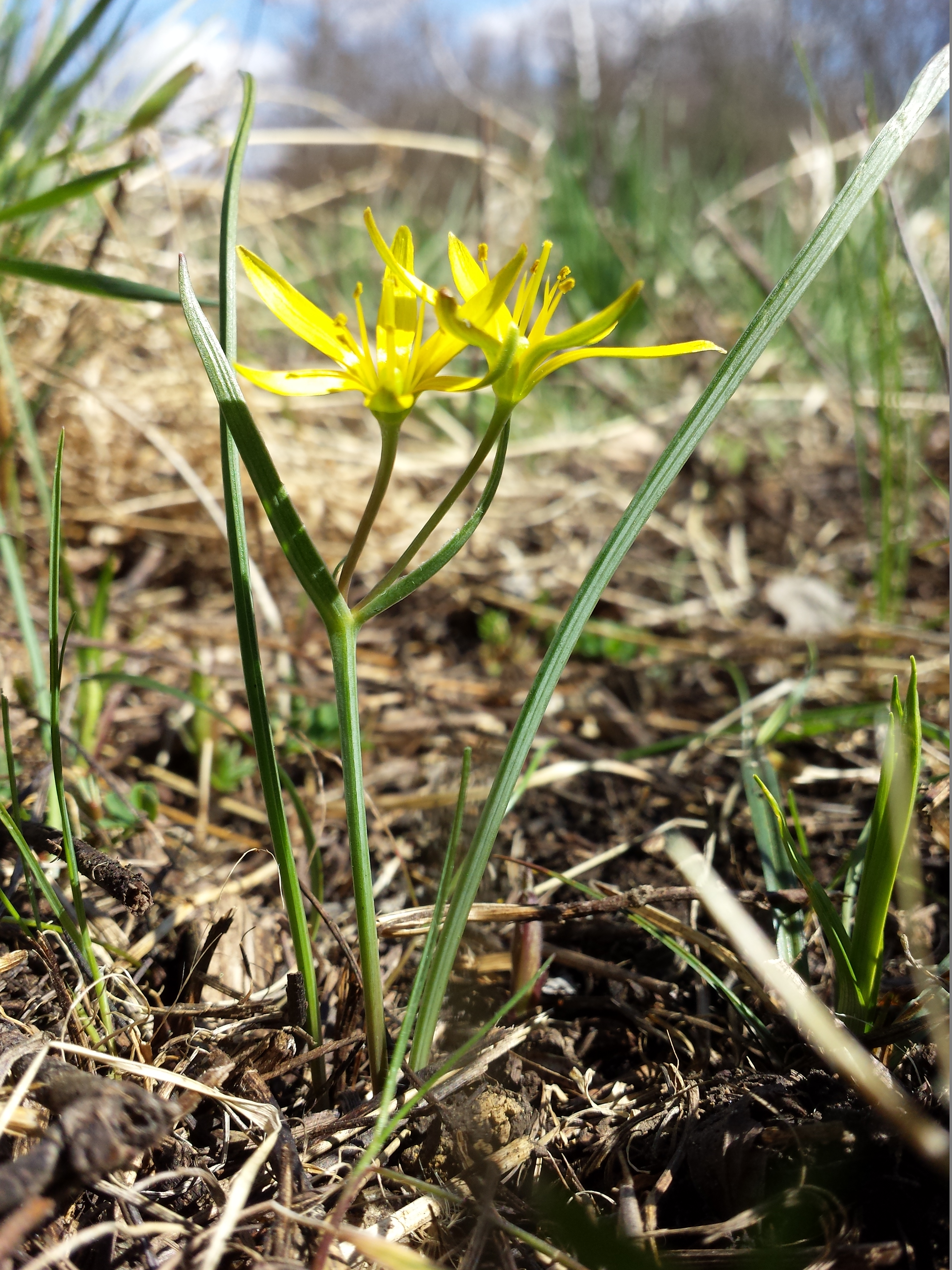
рослина
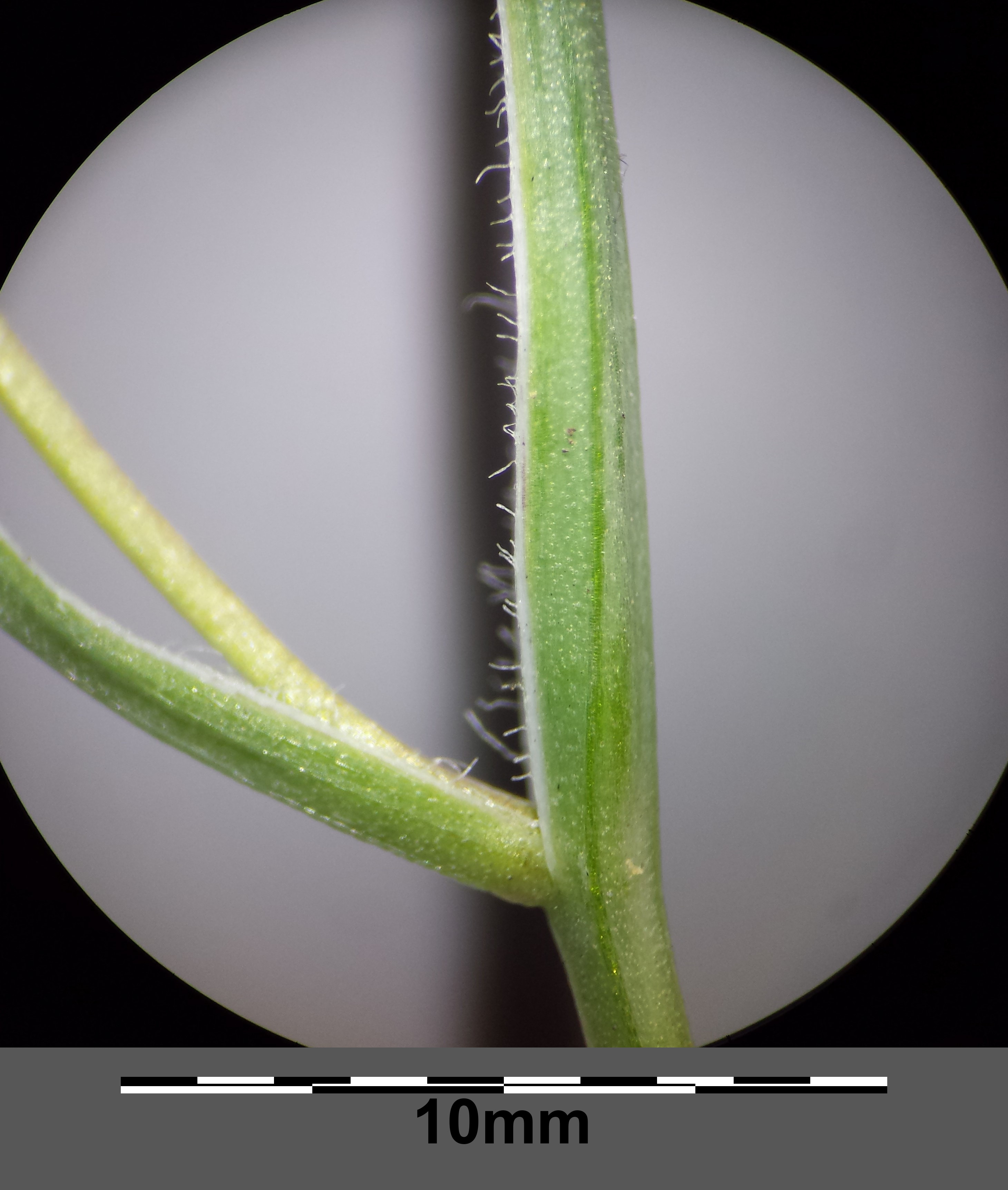
листок
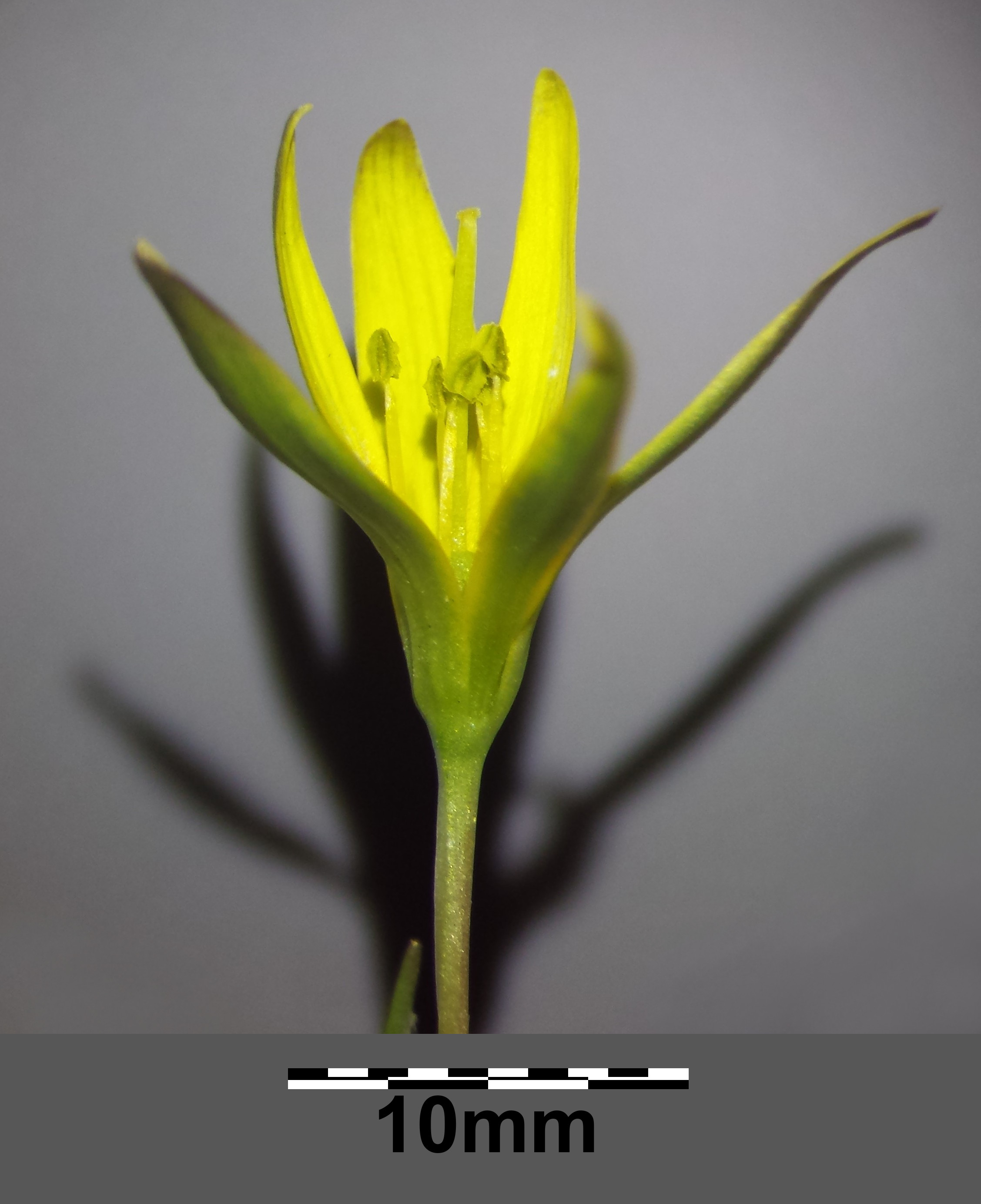
квітка
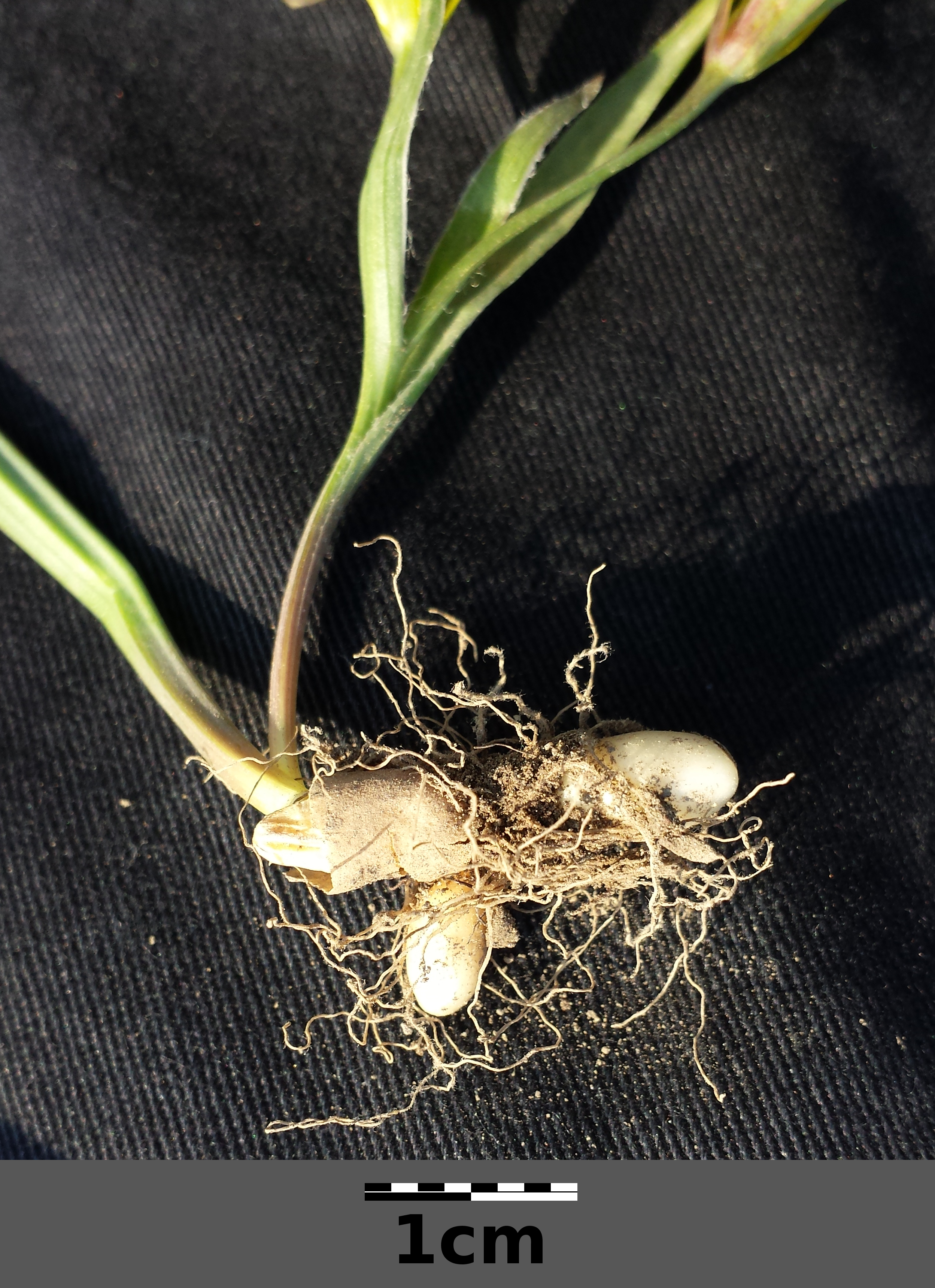
цибулина
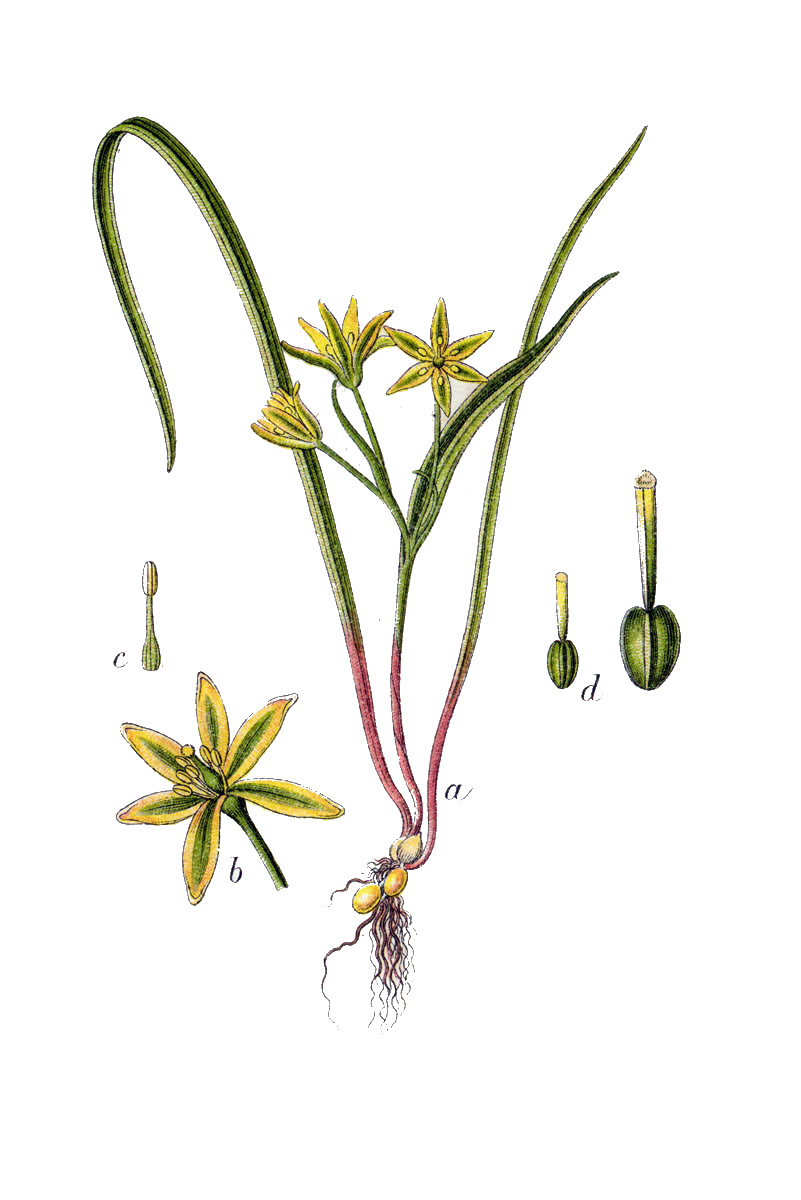
ілюстрація